# Coppa di Jugoslavia (rugby a 15)
La Coppa di Jugoslavia è stata una competizione ufficiale jugoslava di rugby a 15, organizzata dalla RSJ.

## Storia
Come per il campionato jugoslavo la competizione si giocò con il regolamento del Rugby League fino al 1964, anno in cui il RSJ decise definitivamente di adottare i regolamenti della Rugby Union.
La competizione fu istituita nel 1958, un anno dopo il campionato jugoslavo e la prima edizione fu vinta dal RK Dinamo Pancevo in finale contro il HARK Mladost.

## Albo d'oro
| Stagione | Vincitore         | Finalista         |
| -------- | ----------------- | ----------------- |
| 1958     | Dinamo Pancevo    | Mladost           |
| 1959     | Mladost           | Dinamo Pancevo    |
| 1960     | Partizan          | Dragon Zemun      |
| 1961     | Mladost           | Partizan          |
| 1962     | Mladost           | Partizan          |
| 1963     | Non completata    |                   |
| 1964     | Nada              | Brodarac Belgrado |
| 1965     | Brodarac Belgrado | Mladost           |
| 1966     | Non disputata     |                   |
| 1967     | Mladost           | Brodarac Belgrado |
| 1968     | Nada              | Lokomotiva        |
| 1969     | Nada              | Brodarac Belgrado |
| 1970     | Nada              | Dinamo Pancevo    |
| 1971     | Brodarac Belgrado | Nada              |
| 1972     | Nada              | Dinamo Pancevo    |
| 1973     | Dinamo Pancevo    | Nada              |
| 1974     | Zagabria          | Nada              |
| 1975     | Dinamo Pancevo    | Nada              |
| 1976     | Nada              | Zagabria          |
| 1977     | Dinamo Pancevo    | Partizan          |
| 1978     | Dinamo Pancevo    | Zagabria          |
| 1979     | Dinamo Pancevo    | Nada              |
| 1980     | Zagabria          | Čelik             |
| 1981     | Zagabria          | Nada              |
| 1982     | Nada              | Dinamo Pancevo    |
| 1983     | Čelik             | Makarska Rivijera |
| 1984     | Nada              | Čelik             |
| 1985     | Čelik             | Nada              |
| 1986     | Lubiana           | Nada              |
| 1987     | Čelik             | Rudar Zenica      |
| 1988     | Čelik             | Partizan          |
| 1989     | Nada              | Čelik             |
| 1990     | Čelik             | Partizan          |
| 1991     | Čelik             | Lubiana           |

## Vittorie per squadra
| Squadra           | Titoli | Anni                                                 |
| ----------------- | ------ | ---------------------------------------------------- |
| Nada              | 9      | 1964, 1968, 1969, 1970, 1972, 1976, 1982, 1984, 1989 |
| Čelik             | 6      | 1983, 1985, 1987, 1988, 1990, 1991                   |
| Dinamo Pancevo    | 6      | 1958, 1973, 1975, 1977, 1978, 1979                   |
| Mladost           | 4      | 1959, 1961, 1962, 1967                               |
| Zagabria          | 3      | 1974, 1980, 1981                                     |
| Brodarac Belgrado | 2      | 1965, 1971                                           |
| Partizan          | 1      | 1960                                                 |
| Lubiana           | 1      | 1986                                                 |